# 提济乌祖省
提济乌祖省（阿拉伯语：‎）是阿尔及利亚北部的一个省，首府提济乌祖。面積3,568平方公里。該省分為21個區，67個市鎮。截至2008年，該省有1,119,646人。該省成立於1962年。
36°43′30″N 4°03′30″E / 36.725°N 4.05833°E